# 9 januari
9 januari is de 9de dag van het jaar in de gregoriaanse kalender. Hierna volgen nog 356 dagen (357 dagen in een schrikkeljaar) tot het einde van het jaar.

## Gebeurtenissen
- Algemeen
  - 1740 - De Rooswijk, een VOC-handelsschip, loopt tijdens een storm op een zandbank en vergaat (met een kostbare lading zilver) met haar volledige bemanning voor de Engelse kust van Kent.
  - 1816 - Frederik Willem van Nassau-Weilburg overlijdt en wordt als vorst van Nassau opgevolgd door zijn zoon Willem.
  - 1905 - Tsaristische troepen openen het vuur op betogers in St. Petersburg. Er vallen vele slachtoffers.
  - 1993 - Bij een verkeersongeluk in Santo Tomé, in het noordoosten van Argentinië waarbij drie bussen waren betrokken, komen ten minste zestig mensen om het leven en raken tachtig passagiers gewond.
  - 1999 - De Bosniër Dragan Gagovic, een verdachte van oorlogsmisdaden, wordt door Franse troepen van de Navomacht SFOR neergeschoten. Hij overlijdt later aan zijn verwondingen.
  - 2007 - Voor het eerst in de Belgische geschiedenis moet een prins komen getuigen in een rechtszaak. Prins Laurent wordt namelijk opgeroepen als getuige in een fraudezaak bij de Belgische marine.
  - 2007 - De Amerikaanse atoomonderzeeboot USS Newport News komt in de Straat van Hormuz in aanvaring met de Japanse supertanker Mogamigawa.
  - 2015 - De twee verdachten van de aanslag op Charlie Hebdo worden omsingeld en doodgeschoten nadat ze zich in een drukkerij in de Franse gemeente Dammartin-en-Goële hebben verschanst. Vrijwel tegelijkertijd wordt een gijzeling in een joodse supermarkt in Parijs, waarbij vier gegijzelden waren omgebracht, door de politie tot een eind gebracht. Een gijzelnemer komt hierbij om.
  - 2021 - Een Boeing 737-500 van Sriwijaya Air stort vlak na vertrek vanuit Jakarta in de Javazee, alle 62 mensen aan boord komen om.[1]
  - 2022 - Bij een brand in een appartementencomplex in het stadsdeel The Bronx in New York komen zeker negentien mensen om het leven, onder wie negen kinderen.

- Economie
  - 1983 - Griekenland devalueert de drachme met 15,5 procent ten opzichte van de Amerikaanse dollar.

- Kunst en cultuur
  - 1909 - De pianosuite Gaspard de la nuit van de Franse componist Maurice Ravel wordt in Parijs première gebracht door de Spaanse pianist Ricardo Viñes.
  - 2017 - De film Elle van regisseur Paul Verhoeven wint twee Golden Globes. La La Land wint er zeven.

- Politiek
  - 400 - Keizer Arcadius laat zijn vrouw Aelia Eudoxia tot Augusta verheffen.
  - 475 - Keizer Zeno wordt in Constantinopel door een staatsgreep afgezet en opgevolgd door Basiliscus.
  - 1464 - De allereerste Staten-Generaal van de Nederlanden wordt samengeroepen in het graafschap Vlaanderen in Brugge.
  - 1788 - Connecticut ratificeert de Grondwet van de Verenigde Staten van Amerika en treedt toe tot de Unie als 5e staat.[2]
  - 1950 - In Colombo komen de ministers van Buitenlandse Zaken van het Britse Gemenebest bijeen om de basis te leggen van het Colombo-plan.
  - 2011 - Zuid-Soedan kiest voor onafhankelijkheid.

- Sport
  - 1983 - Twintig mensen raken gewond als twee bommen ontploffen tijdens de voetbalwedstrijd AFC Ajax-FC Den Haag in stadion De Meer.
  - 2016 - Officiële opening van het Parc Olympique Lyonnais, een voetbalstadion met een capaciteit van 59.186 plaatsen en de thuishaven van de Franse topclub Olympique Lyon.

- Wetenschap en technologie
  - 1643 - De Italiaanse astronoom Giovanni Riccioli ontdekt het 'Ashen Light' (Licht van Ashen) aan de nachtzijde van de planeet Venus.[3]
  - 1998 - Kosmologen kondigen in Science aan dat de expansiesnelheid van het universum aan het vergroten is.
  - 2007 - Op de Macworld EXPO wordt de eerste iPhone gepresenteerd.
  - 2012 - De Nederlandse Aardolie Maatschappij (NAM) meldt de ontdekking van Metslawier-zuid, het grootste gasveld op land sinds 1995.
  - 2020 - NASA maakt bekend dat bij de planetoïde (3548) Eurybates een kleine satelliet is ontdekt. Uit metingen blijkt volgens wetenschappers dat de satelliet kleiner dan 1 km moet zijn. De twee objecten staan op de lijst van onderzoeksdoelen van de toekomstige ruimtesonde Lucy, die een aantal trojanen van de planeet Jupiter moet gaan onderzoeken.[4]
  - 2023 - De niet meer werkende ERBS (Earth Radiation Budget Satellite) aardobservatiesatelliet van NASA valt ongecontroleerd terug in de Aardse atmosfeer boven de Beringzee. Het is niet bekend of er brokstukken in het water zijn gevallen.[5][6]
  - 2023 - Lancering van de Give Me Five missie met vijf Chinese satellieten waarover geen details bekend zijn door een Ceres-1 raket van Galactic Energy vanaf lanceerbasis Jiuquan in China.[7]
  - 2023 - Wetenschappers beschrijven in een publicatie[8] dat na analyse is gebleken dat monsters van de restanten van de meteoor, die 28 februari 2021 werd waargenomen en die zijn gevonden bij Winchcombe (Groot-Brittannië) aminozuren bevatten die worden gezien als bouwstenen voor het ontstaan van leven. Ook ontdekten de onderzoekers dat de planetoïde waarvan de meteoriet afkomstig was ooit vloeibaar water heeft gehad.[9][10]
  - 2024 - Copernicus, het aardobservatieprogramma van de Europese Unie, maakt bekend dat het jaar 2023 het warmste jaar is geworden sinds het begin van de metingen en dat de wereldwijde gemiddelde temperatuur bijna 1,5 °C hoger lag dan de temperatuur van voor de industriële revolutie van 1850-1900.[11]
  - 2024 - Lancering met een Lange Mars 2C raket van China Aerospace Science Corporation (CASC) vanaf lanceerbasis Xichang LC-3 van de Einstein Probe missie met het gelijknamige astronomische observatorium voor röntgenstralen. Aan boord van het ruimtevaartuig zijn de Wide-field X-ray Telescope (WXT) en de Follow-up X-ray Telescope (FXT) die in actie komt zodra WXT een waarneming van een interessante gebeurtenis doet.[12]
  - 2024 - Het Amerikaanse bedrijf Astrobotic maakt bekend dat hun gisteren gelanceerde maanlander Peregrine vanwege een gescheurde brandstoftank nog slechts zo'n twee dagen zal kunnen werken voordat het ruimtevaartuig oncontroleerbaar zal gaan tuimelen. Een landing op de Maan is daardoor niet meer mogelijk.[13][14]

## Geboren

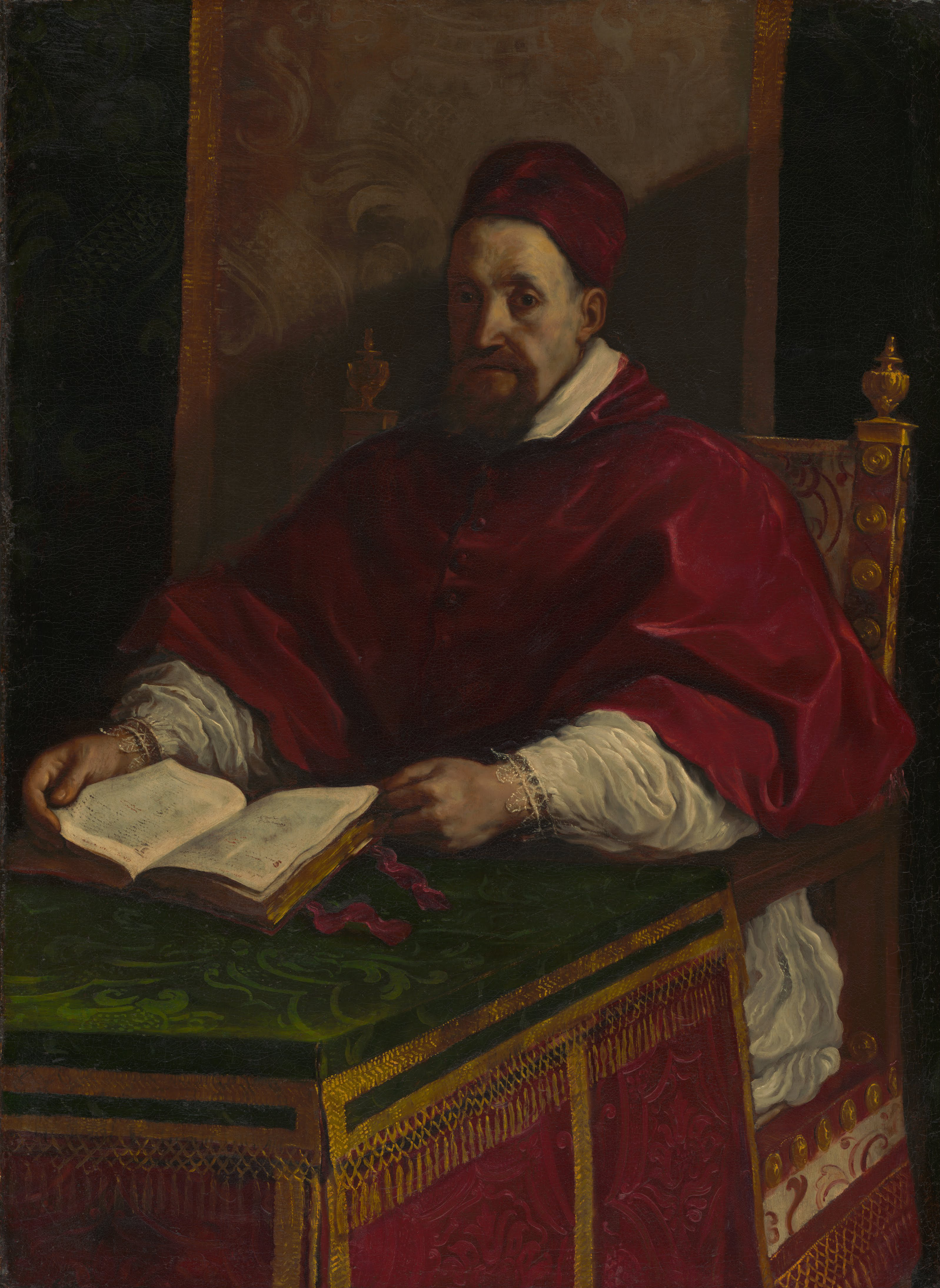
Paus Gregorius XV,
geboren in 1554

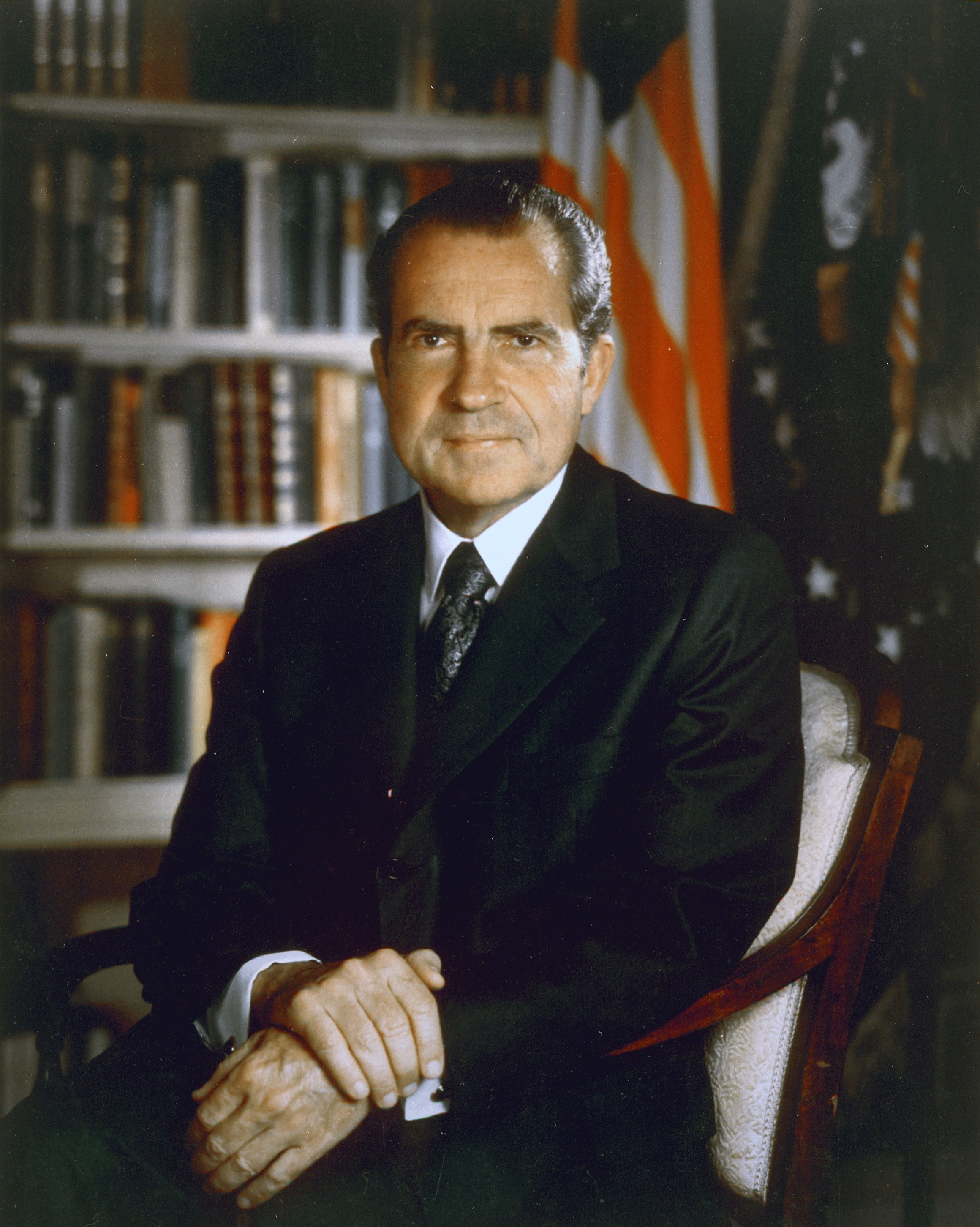
Richard Nixon,
geboren in 1913

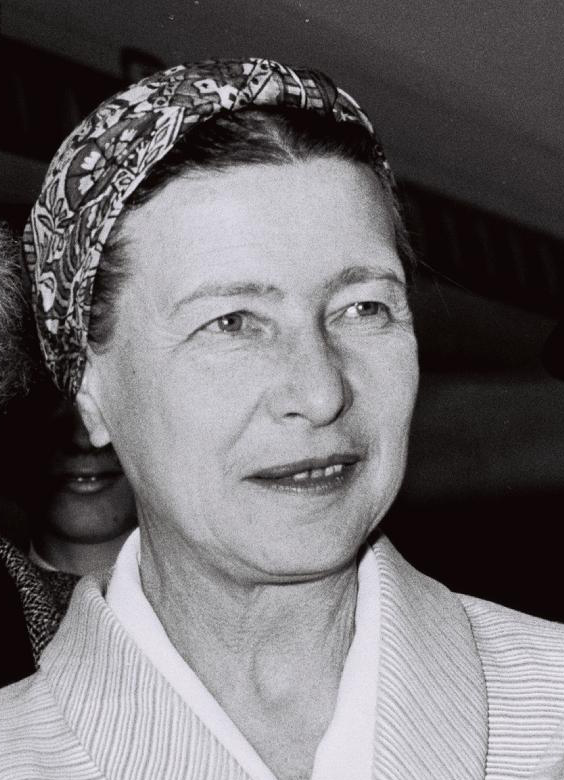
Simone de Beauvoir,
geboren in 1908

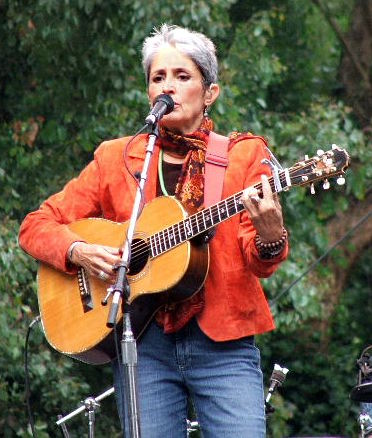
Joan Baez,
geboren in 1941

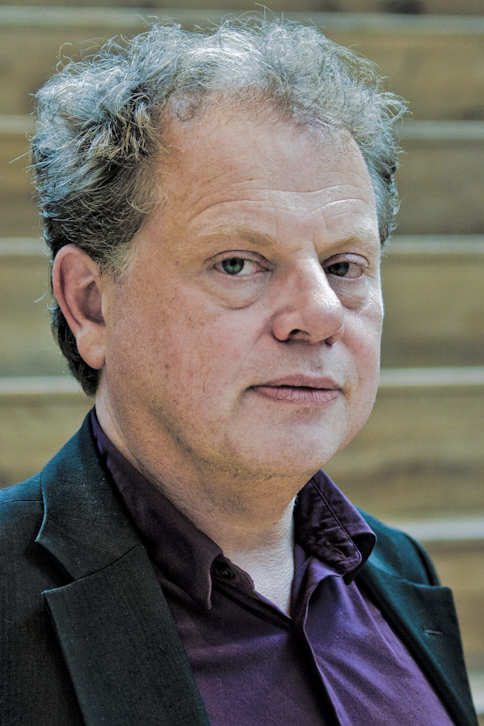
Bas Heijne,
geboren in 1960

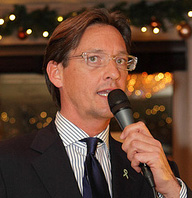
Joost Eerdmans,
geboren in 1971

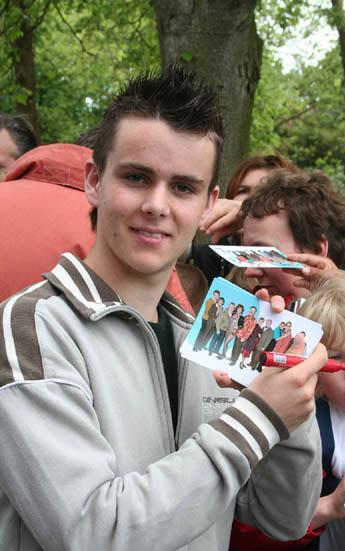
Rob Teuwen,
geboren in 1987

- 1554 - Alessandro Ludovisi, de latere Paus Gregorius XV (overleden 1623)
- 1626 - Jean de Rancé, Frans priester en abt (overleden 1700)
- 1728 - Thomas Warton, Engels dichter en criticus (overleden 1790)
- 1847 - Antonio Vico, Italiaans geestelijke (overleden 1929)
- 1856 - Anton Aškerc, Sloveens rooms-katholiek priester, schrijver en dichter (overleden 1912)
- 1857 - Christine Boxman-Winkler, Nederlands schrijfster (overleden 1924)
- 1859 - Fredrik Pijper, Nederlands theoloog, kerkhistoricus en rector magnificus van de Universiteit Leiden (overleden 1926)
- 1866 - Albert Baertsoen, Belgisch schilder (overleden 1922)
- 1868 - Søren Sørensen, Deens scheikundige (overleden 1939)
- 1870 - Amadeus William Grabau, Duits-Amerikaans paleontoloog en geoloog (overleden 1946)
- 1873 - Chajiem Nachman Bialik, Joods auteur (overleden 1934)
- 1873 - John Flanagan, Amerikaans atleet (overleden 1938)
- 1878 - John Broadus Watson, Amerikaans psycholoog (overleden 1958)
- 1885 - Charles Bacon, Amerikaans atleet (overleden 1968)
- 1890 - Karel Čapek, Tsjechisch schrijver (overleden 1938)
- 1898 - Harry Sundberg, Zweeds voetballer (overleden 1945)
- 1904 - George Balanchine, Russisch balletdanser en -choreograaf (overleden 1983)
- 1908 - Simone de Beauvoir, Frans filosofe, schrijfster en feministe (overleden 1986)
- 1909 - Anthony Mamo, eerste president van Malta (overleden 2008)
- 1913 - Richard Nixon, 37ste president van de Verenigde Staten (overleden 1994)
- 1914 - Adolf Urban, Duits voetballer (overleden 1943)
- 1915 - Henk Sijthoff, Nederlands uitgever (overleden 2000)
- 1920 - Clive Dunn, Brits acteur (overleden 2012)
- 1921 - Marius van Beek, Nederlands schilder, beeldhouwer (overleden 2003)
- 1921 - Ágnes Keleti, Hongaars turnster (overleden 2025)
- 1922 - Har Gobind Khorana, Indiaas-Amerikaans biochemicus en Nobelprijswinnaar (overleden 2011)
- 1922 - Ahmed Sékou Touré, president van Guinee (overleden 1984)
- 1925 - Lee Van Cleef, Amerikaans filmacteur (overleden 1989)
- 1926 - Bucky Pizzarelli, Amerikaans jazzgitarist (overleden 2020)
- 1928 - Judith Krantz, Amerikaans schrijfster (overleden 2019)
- 1928 - Domenico Modugno, Italiaans zanger (overleden 1994)
- 1928 - Tan Eng Yoon, Singaporees atleet (overleden 2010)
- 1929 - Ulu Grosbard, Amerikaans film- en theaterregisseur (overleden 2012)
- 1929 - Keith Hall, Brits autocoureur (overleden 2017)
- 1929 - Heiner Müller, Duits schrijver en regisseur (overleden 1995)
- 1930 - Pavel Koltsjin, Russisch langlaufer (overleden 2010)
- 1930 - Igor Netto, Sovjet voetballer en trainer (overleden 1999)
- 1930 - Frida Vogels, Nederlands schrijfster, dichteres en vertaalster
- 1931 - Algis Budrys, Litouws-Amerikaans schrijver (overleden 2008)
- 1933 - Sonia Garmers, Curaçaos schrijfster (overleden 2025)
- 1933 - Wilbur Smith, Zuid-Afrikaans schrijver (overleden 2021)
- 1934 - Hugo Draulans, Belgisch politicus (overleden 2022)
- 1934 - Claude C. Krijgelmans, Belgisch schrijver en schilder (overleden 2022)
- 1934 - Carla Lipp, Nederlands actrice en danseres (overleden 2017)
- 1935 - Guido Carron, Belgisch politicus
- 1935 - Kamiel Sergant, Belgisch zanger (overleden 2021)
- 1935 - Hugo Weckx, Belgisch politicus (overleden 2024)
- 1938 - Aad Kosto, Nederlands politicus
- 1938 - Stuart Woods, Amerikaans schrijver (overleden 2022)
- 1939 - Lev Boertsjalkin, Sovjet-Russisch voetballer en trainer (overleden 2004)
- 1939 - Rob Hoeke, Nederlands pianist en zanger (overleden 1999)
- 1940 - Chris Konings, Nederlands atleet (overleden 2019)
- 1941 - Joan Baez, Amerikaans folkzangeres
- 1941 - Wessel te Gussinklo, Nederlands schrijver (overleden 2023)
- 1942 - Kees Jan Dik, Nederlands hoogleraar (overleden 2018)
- 1942 - Werner Schnitzer, Duits acteur
- 1943 - Jaap Schilder, Nederlands gitarist en pianist
- 1943 - Scott Walker, Amerikaans singer/songwriter (overleden 2019)
- 1944 - Marc Bossuyt, Belgisch rechter
- 1944 - Jimmy Page, Brits gitarist
- 1946 - Leo Elfers, Nederlands politicus (overleden 2023)
- 1946 - Liesbeth Vosmaer-de Bruin, Nederlands roeister
- 1948 - Jan Tomaszewski, Pools voetballer
- 1949 - Mary Roos, Duits zangeres
- 1950 - Rio Reiser, Duits zanger, muzikant en acteur (overleden 1996)
- 1951 - Michel Barnier, Frans (euro)politicus en brexitonderhandelaar
- 1951 - Crystal Gayle, Amerikaans zangeres
- 1951 - Johan Geirnaert, Belgisch atleet
- 1951 - Ahmed Seif, Egyptisch journalist en mensenrechtenadvocaat (overleden 2014)
- 1951 - Toke Talagi, Niueaans politicus en bestuurder (overleden 2020)
- 1952 - Eveline Herfkens, Nederlands politica
- 1953 - Theodor Holman, Nederlands schrijver, columnist en radiopresentator
- 1954 - Steef Roothaan, Nederlands beeldhouwer en tekenaar
- 1954 - Louise Vet, Nederlands biologe en hoogleraar ecologie
- 1955 - Haroetjoen Chatsjatrjan, Armeens filmregisseur en -producent
- 1956 - Imelda Staunton, Brits actrice
- 1956 - Martin van Waardenberg, Nederlands cabaretier en acteur
- 1957 - Ken Brown, Schots golfer
- 1957 - Casper van Eijck, Nederlands chirurg en onderzoeker
- 1957 - Kees Plat, Nederlands zanger en songwriter
- 1958 - Mehmet Ali Ağca, Turks crimineel
- 1958 - Huub Narinx, Nederlands voetbalbestuurder
- 1959 - Gène Hanssen, Nederlands voetballer
- 1960 - Bas Heijne, Nederlands schrijver en publicist
- 1961 - Kyoshi Miura, Japans wielrenner
- 1961 - Yannick Stopyra, Frans voetballer
- 1962 - Karel ten Haaf, Nederlands schrijver (overleden 2019)
- 1962 - Shahied Wagid Hosain, Surinaams zanger en songwriter (overleden 2021)
- 1963 - Michael Everson, Iers taalkundige
- 1963 - Mathieu Hermans, Nederlands wielrenner
- 1963 - Frenk Schinkels, Nederlands/Oostenrijks voetballer
- 1964 - Hans van den Hende, Nederlands bisschop
- 1965 - Jonnie Boer, Nederlands meester-kok (overleden 2025)
- 1965 - Haddaway, Trinidadaans zanger
- 1966 - Jan Johansen, Zweeds zanger
- 1966 - Pedro Massacessi, Argentijns voetballer
- 1966 - Tatsuru Mukojima, Japans voetballer
- 1966 - Elvis Tjin Asjoe, Antilliaans politicus
- 1967 - Claudio Caniggia, Argentijns voetballer
- 1967 - Dave Matthews, Amerikaans zanger en gitarist
- 1967 - Kazimierz Moskal, Pools voetballer
- 1968 - Leo Klein Gebbink, Nederlands hockeyer
- 1970 - Lara Fabian, Waals zangeres
- 1970 - Rubén Tufiño, Boliviaans voetballer
- 1971 - Joost Eerdmans, Nederlands politicus
- 1971 - Marc Houtzager, Nederlands springruiter
- 1971 - Rui Lavarinhas, Portugees wielrenner
- 1972 - Frédéric Bessy, Frans wielrenner
- 1973 - Ronald Hamming, Nederlands voetballer
- 1973 - Sean Paul, Jamaicaans R&B- en hiphop-artiest
- 1974 - Wangay Dorji, Bhutaans voetballer
- 1975 - James Beckford, Jamaicaans atleet
- 1975 - Peter Reekmans, Belgisch politicus
- 1976 - Svitlana Azarova, Oekraïens componiste
- 1976 - Andrea Stramaccioni, Italiaans voetballer en voetbalcoach
- 1977 - Stefan Selakovic, Zweeds voetballer
- 1978 - Alexander James McLean, Amerikaans zanger
- 1978 - Gennaro Gattuso, Italiaans voetballer
- 1978 - Tomonori Hirayama, Japans voetballer
- 1979 - Markus Larsson, Zweeds alpineskiër
- 1980 - Sergio García, Spaans golfer
- 1981 - Jandino Asporaat, Nederlands stand-upcomedian
- 1981 - Dean Saunders, Nederlands zanger
- 1981 - Euzebiusz Smolarek, Pools voetballer
- 1981 - Erik Vendt, Amerikaans zwemmer
- 1982 - Yumiko Hara, Japans atlete
- 1982 - Grétar Steinsson, IJslands voetballer
- 1983 - Scott Brennan, Australisch roeier
- 1983 - Osmar Ferreyra, Argentijns voetballer
- 1983 - Manasseh Ishiaku, Nigeriaans voetballer
- 1983 - Arjan van der Kaaij, Nederlands voetballer
- 1983 - Jilleanne Rookard, Amerikaans schaatsster
- 1984 - Rodan Ionescu, Roemeens schaatser
- 1984 - Oliver Jarvis, Brits autocoureur
- 1984 - Robert Lehmann, Duits schaatser
- 1984 - Weronika Rosati, Pools actrice
- 1985 - Brett Camerota, Amerikaans Noordse combinatieskiër
- 1985 - Stephen Chebogut, Keniaans atleet
- 1985 - Juanfran, Spaans voetballer
- 1986 - Klemen Bauer, Sloveens biatleet
- 1986 - Jarmila Machačová, Tsjechisch wielrenster
- 1986 - Ernst-Jan Pfauth, Nederlands journalist
- 1987 - Sam Bird, Brits autocoureur
- 1987 - Paolo Nutini, Schots singer-songwriter
- 1987 - Olena Pidhroesjna, Oekraïens biatlete
- 1987 - Anna Tatangelo, Italiaans zangeres
- 1987 - Rob Teuwen, Belgisch acteur
- 1989 - Nina Dobrev, Bulgaars/Canadees actrice
- 1989 - Michaëlla Krajicek, Nederlands tennisster
- 1989 - Keisuke Kunimoto, Japans autocoureur
- 1989 - Rikke Møller Pedersen, Deens zwemster
- 1989 - Camilo Vargas, Colombiaans voetballer
- 1990 - Thomas Stewart, Brits wielrenner
- 1991 - Josh Files, Brits autocoureur
- 1991 - Josh Hill, Brits autocoureur
- 1991 - Thilo Leugers, Duits voetballer
- 1991 - Amel Tuka, Bosnisch atleet
- 1992 - Maurice Vriend, Nederlands schaatser
- 1993 - Luis Michael Dörrbecker, Mexicaans autocoureur
- 1993 - Katarina Johnson-Thompson, Brits atlete
- 1993 - Kevin Korjus, Estisch autocoureur
- 1993 - Aminata Savadogo, Lets zangeres
- 1994 - Hans Hateboer, Nederlands voetballer
- 1994 - Maximilian Schachmann, Duits wielrenner
- 1995 - Devendra Harne, Indiaas persoon met de meeste vingers en tenen
- 1995 - Loiza Lamers, Nederlands model
- 1997 - Kévin Geniets, Luxemburgs wielrenner
- 1997 - Karl Patrick Lauk, Ests wielrenner
- 1997 - Mostafa Smaili, Marokkaans atleet
- 1998 - Milena Bykova, Russisch snowboardster
- 1999 - Jonathan Vergara Berrio, Nederlands voetballer
- 1999 - Kelly Gago, Frans voetbalster
- 2001 - Zeke Nnaji, Amerikaans basketballer
- 2005 - Julie Bego, Frans wielrenster

## Overleden

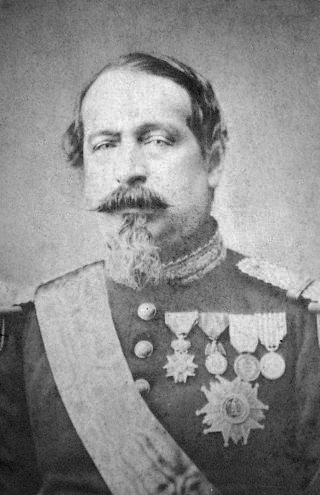
Napoleon III,
overleden in 1873

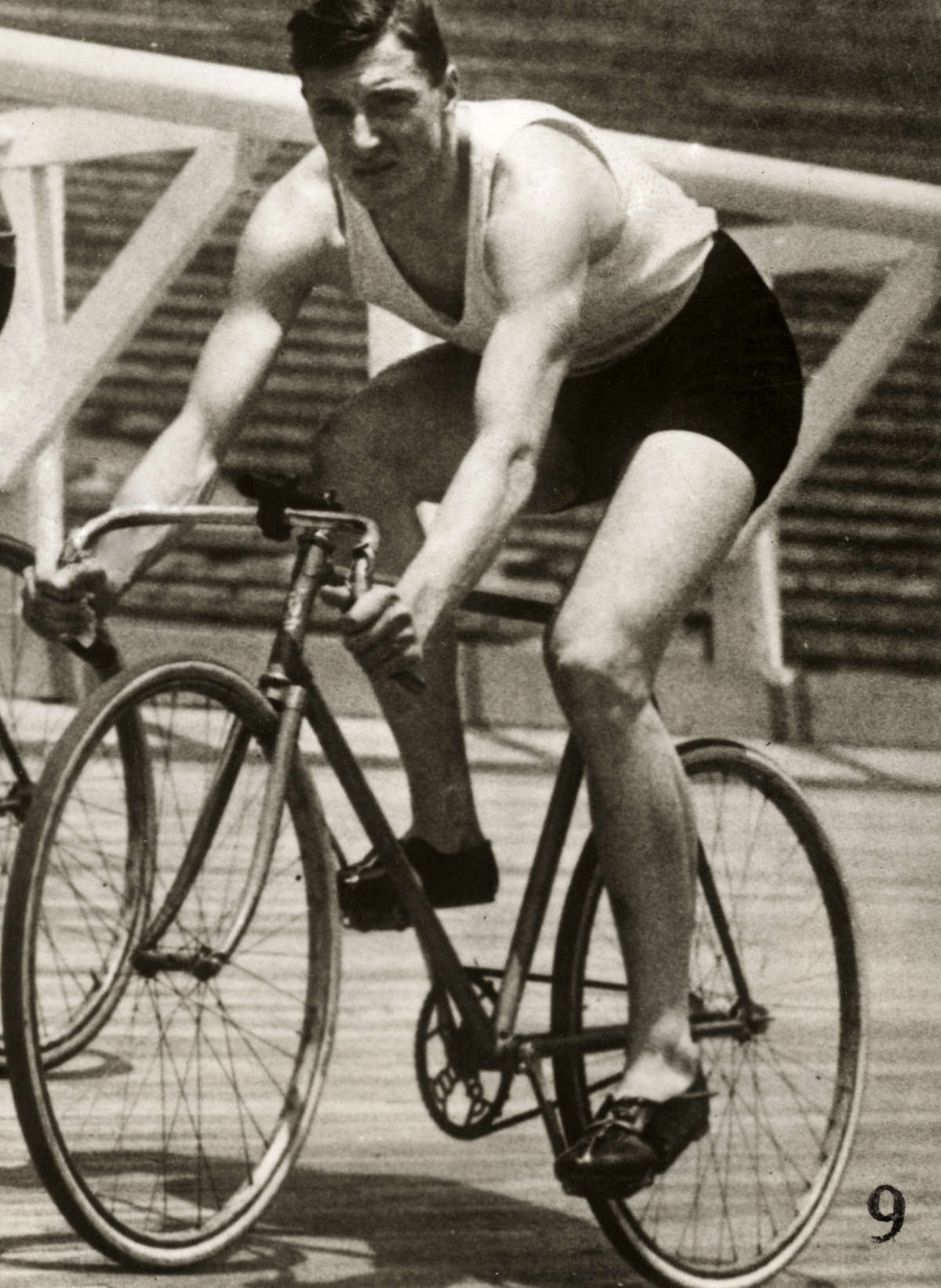
Jacques van Egmond,
overleden in 1969

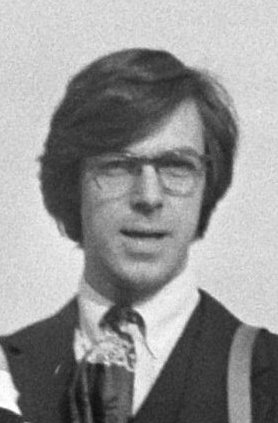
Frans Molenaar,
overleden in 2015

- 1282 - Abu Uthman Said ibn Hakam al-Qurashi (77), Arabisch emir
- 1514 - Anna van Bretagne (36), Frans koningin
- 1816 - Frederik Willem van Nassau-Weilburg (47), vorst van Nassau-Weilburg
- 1843 - Caroline Herschel (97), Duits zangeres en astronoom
- 1849 - Jan Kops (83), Nederlands dominee
- 1849 - David Pièrre Giottino Humbert de Superville (78), Nederlands kunstschilder
- 1869 - Paul Huet (65), Frans kunstschilder
- 1873 - Napoleon III (64), president en als Napoleon III keizer van Frankrijk
- 1878 - Victor Emanuel II (57), Italiaans vorst
- 1895 - Aaron Lufkin Dennison (82), Amerikaans uurwerkmaker
- 1902 - Gustave Rolin-Jaequemyns (66), Belgisch jurist en diplomaat
- 1907 - Marie van Saksen-Altenburg (88), Duits prinses
- 1908 - Wilhelm Busch (75), Duits dichter en tekenaar
- 1917 - Heinrich Witte (87), Nederlands botanicus
- 1926 - Justin Van Cleemputte (83), Belgisch politicus
- 1929 - Coenraad Ritsema (82), Nederlands entomoloog
- 1933 - Aart Jacob Marcusse (64), hoofdcommissaris van Amsterdam
- 1936 - John Gilbert (36), Amerikaans acteur
- 1939 - Nienke van Hichtum (78), Nederlands kinderboekenschrijfster
- 1941 - Sjaak Boezeman (27), Nederlands verzetsstrijder
- 1942 - Juan Sumulong (66), Filipijns politicus
- 1944 - Johanna Beyer (55), Duits-Amerikaans componiste
- 1944 - Antanas Smetona (69), Litouws politicus
- 1962 - Antoine Jorissen (77), Belgisch kunstschilder, beeldhouwer en medailleur
- 1962 - Don Lippincott (68), Amerikaans atleet
- 1964 - Halide Edib Adivar (79), Turks schrijfster, onderwijzeres en vrouwenrechtenactivist
- 1967 - Adolf Vančura (66), Oostenrijks componist, dirigent en pianist
- 1968 - Gino Sciardis (50), Italiaans wielrenner
- 1969 - Jacques van Egmond (60), Nederlands wielrenner
- 1972 - Jacobus Marie Prange, Nederlands graficus en kunstcriticus
- 1980 - Gaetano Belloni (87), Italiaans wielrenner
- 1986 - Michel de Certeau (60), Frans jezuïet en wetenschapper
- 1990 - Bazilio Olara-Okello (60 of 61), Oegandees generaal
- 1992 - Willem Michiels van Kessenich (89), Nederlands politicus
- 1993 - Templeton Fox (76), Amerikaans actrice
- 1995 - Peter Cook (57), Brits komiek
- 1995 - Gisela Mauermayer (81), Duits atlete
- 1998 - Imre Lichtenfeld (88), Israëlisch vechtsporter
- 1998 - Lia Manoliu (65), Roemeens atlete
- 1998 - Charito Solis (62), Filipijns actrice
- 1999 - Jim Peters (80), Brits atleet
- 2001 - Dolf Coppes (75), Nederlands politicus en priester
- 2001 - Carol Voges (75), Nederlands illustrator
- 2002 - Paul Huf (77), Nederlands fotograaf
- 2005 - Rob Brunia (57), Nederlands schaker
- 2005 - Suad Katana (36), Bosnisch voetballer
- 2006 - Andy Caldecott (41), Australisch motorcrosser
- 2006 - Mireille Cottenjé (72), Belgisch schrijfster en verpleegster
- 2006 - Gerrie Kleton (52), Nederlands voetballer
- 2009 - Dave Dee (65), Brits zanger
- 2009 - René Herms (26), Duits atleet
- 2009 - T. Llew Jones (93), Welsh schrijver
- 2010 - Gerard van Grieken (74), Nederlands beeldend kunstenaar
- 2010 - Pierre Wijnnobel (93), Nederlands componist, tekstdichter en musicus
- 2012 - Etienne Bagchus (71), Nederlands beeldhouwer en kunstschilder
- 2012 - Wim de Jong (dammer) (89), Nederlands dammer
- 2012 - Malam Bacai Sanhá (64), president van Guinee-Bissau
- 2012 - Mae Laborde (102), Amerikaans actrice
- 2012 - Ger van Norden (84), Nederlands kunstschilder en graficus
- 2013 - James M. Buchanan (93), Amerikaans econoom
- 2013 - Charly Jacobs (64), Belgisch voetballer
- 2014 - Amiri Baraka (79), Amerikaans schrijver
- 2014 - Sonja Cantré (72), Belgisch omroepster
- 2014 - Lorella De Luca (73), Italiaans actrice
- 2014 - Dale Mortensen (74), Amerikaans wetenschapper, econoom en Nobelprijswinnaar
- 2014 - Eric Palante (50), Belgisch motorcrosser
- 2015 - Angelo Anquilletti (71), Italiaans voetballer
- 2015 - Samuel Goldwyn jr. (88), Amerikaans filmproducent
- 2015 - Frans Molenaar (74), Nederlands modeontwerper
- 2015 - Józef Oleksy (68), Pools politicus
- 2016 - Maria Teresa de Filippis (89), Italiaans autocoureur
- 2016 - Angus Scrimm (89), Amerikaans acteur
- 2017 - Zygmunt Bauman (91), Pools-Brits filosoof
- 2017 - Jacques Benders (92), Nederlands wiskundige
- 2017 - Roberto Cabañas (55), Paraguayaans voetballer
- 2017 - Chuck Deely (62), Amerikaans-Nederlands muzikant
- 2017 - Daan van Golden (80), Nederlands kunstenaar
- 2017 - Timothy Smith (55), Amerikaans pro-worstelaar
- 2018 - Odvar Nordli (90), Noors premier
- 2019 - Kjell Bäckman (84), Zweeds schaatser
- 2019 - René Reeder (94), Surinaams politicus
- 2020 - Pete Dye (94), Amerikaans golfbaanarchitect
- 2020 - Rudolf de Korte (83), Nederlands politicus en bestuurder
- 2020 - Mike Resnick (77), Amerikaans sciencefictionschrijver
- 2021 - John Reilly (84), Amerikaans acteur
- 2021 - Erica Yong (51), Nederlands zangeres
- 2022 - Maria Ewing (71), Amerikaans operazangeres
- 2022 - Toshiki Kaifu (91), Japans politicus
- 2022 - Bob Saget (65), Amerikaans acteur en komiek
- 2022 - Bob Shearer (73), Australisch golfer
- 2022 - Adri Vogels (80), Nederlands voetballer
- 2023 - Seamus Begley (73), Iers accordeonist
- 2023 - Jaap van Benthem (85), Nederlands musicoloog
- 2023 - Melinda Dillon (83), Amerikaans actrice
- 2023 - Simone Kramer (83), Nederlands auteur
- 2023 - Yoriaki Matsudaira (91), Japans componist
- 2023 - Raymond Mertens (89), Belgisch voetballer en voetbalcoach
- 2023 - Ferenc Mészáros (72), Hongaars voetballer
- 2023 - Alex Müller (95), Zwitsers natuurkundige en Nobelprijswinnaar
- 2023 - Mikio Sato (94), Japans wiskundige
- 2023 - Charles Simic (84), Joegoslavisch-Amerikaans dichter

## Viering/herdenking
- Servische Republiek: Proclamatie van de Republiek (1992)
- 1788 - Ratification Day in Connecticut
- 1964 - Panama - Dag van de martelaren (Martyrs' Day/Dia de los Martires) Panamakanaal
- Rooms-katholieke kalender:
  - Heilige Adrianus van Canterbury († 710)
  - Heilige Marcelien (Marcellinus van Ancona) († 555)
  - Heiligen Martelaren van Antiochië: Julien (en Basilissa) van Antiochië, Antonius, Celsus, Marcionilla en Anastasius († c. 302)
  - Heilige Petrus van Sebaste († c. 391)
  - Heilige Paschasia van Dijon († 2e eeuw)
  - Heiligen Martelaren van Afrika: Jucundus, Epictetus, Secundus, Vitalis en Felix († c. 250)
  - Heilige Brithwald († 731)
  - Heilige Honorius van Buzançais († 1250)
  - Heilige Marciana († c. 303)
  - Heilige Waningus (van Fécamp) († 683)
  - Zalige Adelheid LeClerc († 1622)
  - Zalige Pauline Jaricot († 1862)

## Weerextremen

### Nederland
| | Officiële records | Officiële records | Officiële records |      | Landelijke records | Landelijke records | Landelijke records |
| Gebeurtenis | Jaar              | Extreem           | Locatie           | Jaar | Extreem            | Locatie            |                    |
| --- | ----------------- | ----------------- | ----------------- | ---- | ------------------ | ------------------ | ------------------ |
| Laagste etmaalgemiddelde temperatuur (°C) | 1963, 2003        | −7,8              | De Bilt           |      | 2009               | −13,0              | Ell                |
| Hoogste etmaalgemiddelde temperatuur (°C) | 2007              | 12,9              | De Bilt           |      | 2007               | 13,5               | Arcen              |
| Laagste minimumtemperatuur (°C) | 1967              | −12,1             | De Bilt           |      | 1968               | −21,1              | Eelde              |
| Hoogste minimumtemperatuur (°C) | 2007              | 11,8              | De Bilt           |      | 2007               | 12,6               | Gilze-Rijen        |
| Laagste maximumtemperatuur (°C) | 1982              | −5,6              | De Bilt           |      | 1968               | −8,8               | Eelde              |
| Hoogste maximumtemperatuur (°C) | 2007, 2015        | 13,7              | De Bilt           |      | 2007               | 14,8               | Arcen              |
| Hoogste uurgemiddelde windsnelheid (m/s) | 1946, 1958        | 15,9              | De Bilt           |      | 1946               | 23,7               | De Kooy            |
| Hoogste windstoot (m/s) | 1958              | 29,3              | De Bilt           |      | 1991               | 31,4               | Huibertgat         |
| Langste zonneschijnduur (uur) | 1941              | 7,1               | De Bilt           |      | 1963               | 7,3                | Vlissingen         |
| Langste neerslagduur (uur) | 1981              | 13,3              | De Bilt           |      | 1976               | 15,0               | Leeuwarden         |
| Hoogste etmaalsom van de neerslag (mm) | 1914              | 21,1              | De Bilt           |      | 1914               | 21,1               | De Bilt            |
| Laagste etmaalgemiddelde relatieve vochtigheid (%) | 2024              | 57                | De Bilt           |      | 2024               | 55                 | Arcen, Eindhoven   |
| Laagste uurwaarde luchtdruk op zeeniveau (hPa) | 1938              | 978,3             | De Bilt           |      | 1938               | 975,4              | De Kooy            |
| Hoogste uurwaarde luchtdruk op zeeniveau (hPa) | 1929              | 1043,4            | De Bilt           |      | 1929               | 1044,6             | Eelde              |
| Officiële records worden altijd gemeten op het KNMI-weerstation in De Bilt. Landelijke records kunnen worden gemeten op elk officieel KNMI-weerstation in Nederland. |                   |                   |                   |      |                    |                    |                    |

Uitzonderlijke gebeurtenissen
- 2003 - Officieel laagste minimumtemperatuur in °C van het jaar gemeten in De Bilt: −10,6
- 2007 - Officieel maandrecord hoogste etmaalgemiddelde temperatuur in °C van januari gemeten in De Bilt: 12,9
- 2007 - Landelijk maandrecord hoogste etmaalgemiddelde temperatuur in °C van januari gemeten in Arcen: 13,5
- 2007 - Officieel maandrecord hoogste minimumtemperatuur in °C van januari gemeten in De Bilt: 11,8
- 2007 - Landelijk maandrecord hoogste minimumtemperatuur in °C van januari gemeten in Gilze-Rijen: 12,6
- 2024 - Officieel laagste etmaalgemiddelde temperatuur in °C van het jaar gemeten in De Bilt: −3,2 (voorlopig). Samen met 10 januari
- 2024 - Officieel laagste etmaalgemiddelde temperatuur in °C van januari dit jaar gemeten in De Bilt: −3,2 (voorlopig). Samen met 10 januari
- 2024 - Officieel laagste etmaalgemiddelde relatieve vochtigheid in % van het jaar gemeten in De Bilt: 57 (voorlopig)
- 2024 - Officieel laagste etmaalgemiddelde relatieve vochtigheid in % van januari dit jaar gemeten in De Bilt: 57 (voorlopig)
- 2024 - Landelijk laagste etmaalgemiddelde relatieve vochtigheid in % van januari dit jaar gemeten in Arcen en Eindhoven: 55 (voorlopig)
- 2024 - Landelijk hoogste uurwaarde luchtdruk op zeeniveau in hPa van het jaar gemeten in Hoorn Terschelling: 1038,3 (voorlopig)
- 2024 - Landelijk hoogste uurwaarde luchtdruk op zeeniveau in hPa van januari dit jaar gemeten in Hoorn Terschelling: 1038,3 (voorlopig)
- 2024 - Eerste officiële dag van het jaar met matige vorst (minimumtemperatuur < −5 °C in De Bilt)

### België
Dagrecords
- 1861 - Laagste etmaalgemiddelde temperatuur −13,3 °C
- 2007 - Hoogste etmaalgemiddelde temperatuur 11,4 °C
- 1861 - Laagste minimumtemperatuur −16,4 °C
- 2007 - Hoogste maximumtemperatuur 13,7 °C
- 1914 - Hoogste etmaalsom van de neerslag 25 mm

Uitzonderlijke gebeurtenissen
- 1985 - 18 cm sneeuw in Koksijde.

<< · 1 · 2 · 3 · 4 · 5 · 6 · 7 · 8 · 9 · 10 · 11 · 12 · 13 · 14 · 15 · 16 · 17 · 18 · 19 · 20 · 21 · 22 · 23 · 24 · 25 · 26 · 27 · 28 · 29 · 30 · 31 · >>